# 石勒苏益格-荷尔斯泰因的克里斯蒂安王子
克里斯蒂安王子 KG GCVO KStJ PC ADC(P)（英语：Prince Christian of Schleswig-Holstein；1831年1月22日—1917年10月28日），全名弗雷德里克·克里斯蒂安·查尔斯·奥古斯都（Frederick Christian Charles Augustus），丹麦裔德国王子，石勒苏益格-荷尔斯泰因王子，英国王室成员。
石勒苏益格-荷尔斯泰因公爵克里斯蒂安·奧古斯特二世和路易絲·索菲·丹尼斯基爾德-薩姆索之次子，英国维多利亚女王和阿尔伯特亲王之三女海伦娜公主的丈夫。

## 在英国的生活
1865年9月，海伦娜公主在出访科堡遇见了克里斯蒂安王子。两人于同年12月订婚。虽然维多利亚女王准许这桩婚姻，但要求在婚后这对夫妇必须住在英国。两人于1866年7月5日在温莎城堡的私人教堂结婚。7天前，也就是1866年6月29日，维多利亚女王根据皇家授权令授予准女婿克里斯蒂安王子——“殿下”（His Royal Highness）的尊称。
两人婚后居住在温莎城堡的浮若阁摩尔宫，后来又在温莎大公园的坎伯兰小屋安家。他们有六个孩子，分别为：
- 石勒苏益格-荷尔斯泰因的克里斯蒂安·維克托王子（1867年4月14日－1900年10月29日），从未结婚；在服役期间英年早逝，葬于南非。
- 石勒苏益格-荷尔斯泰因公爵阿尔伯特（1869年2月28日至1931年4月27日），从未结婚，但有一名私生女；年成为名义上的石勒苏益格-荷尔斯泰因公爵奥尔登堡王朝的首领。
- 石勒苏益格-荷尔斯泰因的海伦娜·维多利亚公主（1870年5月3日－1948年3月13日），从未结婚。
- 石勒苏益格-荷尔斯泰因的玛丽·路易丝公主（1872年8月12日－1956年12月8日），与安哈尔特的阿里伯特王子结婚，没有子嗣，并于1900被宣告两人的婚姻无效。
- 石勒苏益格-荷尔斯泰因的哈拉尔王子（1876年5月12日－1876年5月20日），夭折。
- 未命名的死产儿子（1877年5月7日出生即逝世）

1891年，克里斯蒂安王子在桑德灵厄姆府的一次射击派对上被他的小舅子康诺特公爵亚瑟王子意外击中脸部，失去了一只眼睛。 

## 死亡
1917年10月28日，克里斯蒂安王子在蓓尔美尔的绍姆贝格府逝世，几天后即1917年11月1日葬于温莎城堡圣乔治礼拜堂的皇家墓室。后于1928年10月23日迁葬至浮若閣摩爾皇家墓園。

## 头衔、称号和纹章
- 1831年1月22日—1917年10月28日：石勒苏益格-荷尔斯泰因的克里斯蒂安王子殿下
His Highness Prince Christian of Schleswig-Holstein

在英國：
- 1866年6月29日—1917年7月17日：石勒苏益格-荷尔斯泰因的克里斯蒂安親王殿下
His Royal Highness Prince Christian of Schleswig-Holstein
- 1917年7月17日—1917年10月28日：克里斯蒂安親王殿下
His Royal Highness Prince Christian

### 纹章
- 石勒苏益格-荷尔斯泰因家族的盾徽，克里斯蒂安所使用的纹章